# Tilloforma
Tilloforma is een kevergeslacht uit de familie van de boktorren (Cerambycidae). De wetenschappelijke naam van het geslacht werd voor het eerst geldig gepubliceerd in 1945 door McKeown.

## Soorten
Tilloforma omvat de volgende soorten:
- Tilloforma bicolor McKeown, 1945
- Tilloforma mediofasciata (Lea, 1918)
- Tilloforma mirogastra (Lea, 1918)
- Tilloforma moestula (White, 1855)